# 古谷一之

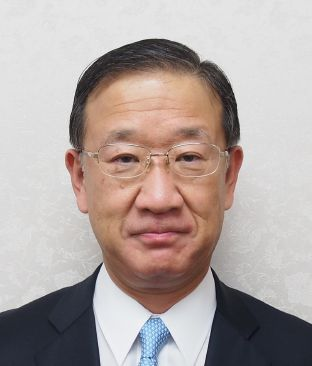
古谷 一之

古谷 一之（ふるや かずゆき、1955年（昭和30年）5月16日 - ）は、日本の大蔵・財務官僚。大臣官房審議官（主税局担当）、主税局長、国税庁長官、内閣官房副長官補、を経て2020年9月から2025年5月まで公正取引委員会委員長を務めた。

## 人物・経歴
長崎県出身。
- 1974年（昭和49年）3月、長崎県立長崎西高等学校卒業[3]。
- 1977年（昭和52年）10月、国家公務員上級試験（法律）に合格。
- 1977年（昭和52年）10月、司法試験に合格。
- 1978年（昭和53年）3月：東京大学法学部第1類（私法コース[4]）卒業。
- 1978年（昭和53年）4月：大蔵省（現財務省）入省（大臣官房秘書課配属）[5]。
- 1979年（昭和54年）5月：大蔵省大臣官房秘書課調査係長心得[6]。
- 1980年（昭和55年）9月：大蔵省大臣官房調査企画課[5]。
- 1981年（昭和56年）7月10日：大蔵省理財局総務課総合資金係長心得[6]。
- 1982年（昭和57年）4月1日：大蔵省理財局総務課総合資金係長 兼 理財局地方資金課[6]。
- 1982年（昭和57年）7月12日：大蔵省理財局資金第一課企画係長[6]。
- 1983年（昭和58年）7月12日：名古屋国税局島田税務署長。
- 1984年（昭和59年）7月：大蔵省主税局調査課長補佐（外国調査担当）[7][5]。
- 1986年（昭和61年）6月：大蔵省主税局税制第一課長補佐（法人税担当）[8][5]。
- 1988年（昭和63年）6月20日：大蔵省主計局総務課長補佐（企画担当）。
- 1989年（平成元年）6月23日：大蔵省主計局主計官補佐（厚生第三係主査）。
- 1991年（平成3年）6月：大蔵省主計局主計官補佐（文部第一、二係主査）。
- 1993年（平成5年）7月：大蔵省大臣官房企画官 兼 主税局総務課。
- 1994年（平成6年）7月1日：石川県へ出向（企画開発部長、総務部長）。
- 1996年（平成8年）7月：大蔵省銀行局金融会社室長。
- 1998年（平成10年）7月：大蔵省主計局主計官（防衛係担当）。
- 1998年（平成10年）7月30日：大蔵大臣秘書官。
- 2001年（平成13年）1月6日：財務大臣秘書官。
- 2001年（平成13年）7月：財務省主税局税制第二課長。
- 2002年（平成14年）7月：財務省主税局税制第一課長。
- 2003年（平成15年）7月8日：財務省主税局総務課長。
- 2005年（平成17年）7月：コロンビア大学研究員。
- 2006年（平成18年）7月：財務省大臣官房審議官（主税局担当）。
- 2009年（平成21年）7月14日：財務省主税局長。
- 2012年（平成24年）8月17日：国税庁長官。
- 2013年（平成25年）4月3日：内閣官房副長官補（内政担当）[9]。
- 2013年（平成25年）4月3日：兼 日本経済再生総合事務局長代理補（2013年4月19日まで）。
- 2013年（平成25年）4月19日：兼 日本経済再生総合事務局長代行（2014年4月3日まで）。
- 2014年（平成26年）4月1日：兼 宇宙開発戦略本部事務局長（2016年3月末まで）。
- 2014年（平成26年）4月3日：兼 日本経済再生総合事務局長代理（2014年4月19日まで）。
- 2014年（平成26年）4月19日：兼 日本経済再生総合事務局長代行
- 2020年（令和2年）9月12日：公正取引委員会委員長。

## 同期
- 真砂靖（財務事務次官、財務省主計局長）
- 中尾武彦（アジア開発銀行総裁、財務官）
- 細溝清史（日本取引所自主規制法人理事長、金融庁長官）
- 中島秀夫（公正取引委員会事務総長）
- 村尾信尚（ニュースキャスター）
- 廿日岩信次（関東信越国税不服審判所長）
- 木村嘉秀（関東財務局金融安定監理官、信州大学経済学部教授）
- 大久保和正（武蔵野大学教授）